# Zalesie (gmina Korytnica)
Zalesie – wieś w Polsce położona w województwie mazowieckim, w powiecie węgrowskim, w gminie Korytnica. Ma status sołectwa.
W latach 1975–1998 miejscowość należała administracyjnie do województwa siedleckiego. Miejscowość o rodowodzie średniowiecznym. W okresie Rzeczypospolitej Obojga Narodów własność szlachecka (zaścianek). Wieś szlachecka Zalęże położona była w drugiej połowie XVI wieku w powiecie liwskim ziemi liwskiej województwa mazowieckiego.
Urszula Bijak, odnotowuje nazwy „ Zalęże (1563 r.), … z Zaliesziem (1565 r.), Zalesie Polomija (1783 r.)”. W 1583 wzmianka o wsi Załęże w powiecie liwskim o wielkości 3 łanów. Pochodzenie nazwy Żałęże od „miejsce niskie nad rzeką”.
Wykonany przez Adolfa Pawińskiego rejestr, z 1563 r., w przypadku parafii korytnickiej do wsi należących do posesjonatów zalicza jedynie Turnę (włók 10) i Załęże (w 1790 roku Zalesie, włók 3). Osadę Polomia Ralowe Łąki Adolf Pawiński wymienia, jako własność zubożałej szlachty (włók 9,5). W latach późniejszych nie spotyka się już drugiej nazwy. Jej grunty włączono w XVII wieku do Zalesia.
W rejestrze „Lustracja dymów ziemi Liwskiej z 1790” zawarty jest podział zaścianka na dwadzieścia części pomiędzy rodziny szlachty posesjonatów.
Aż dziewięciu jego właścicieli ma „dymy 10 korcy wysiewające”. W 1790 roku było 20 domów, a więc tyle, ile rodzin jest wykazane, jako właścicieli tej wsi.
Według Słownika geograficznego Królestwa Polskiego i innych krajów słowiańskich w 1827 roku było 22 domy oraz 137 mieszkańców. W 1895 roku wieś Zalesie posiadała 24 domy, 173 mieszkańców orze 499 morgi.
Wierni Kościoła rzymskokatolickiego należą do parafii św. Wawrzyńca w Korytnicy.